# اکونومی (آرکانزاس)
اکونومی (به انگلیسی: Economy) یک منطقهٔ مسکونی در ایالات متحده آمریکا است که در شهرستان پوپ، آرکانزاس واقع شده‌است. اکونومی ۱۰۲٫۱۱ متر بالاتر از سطح دریا واقع شده‌است.